# جوزيف مور ديكسون
وهو سياسي أمريكي ينتمي إلى الحزب الديمقراطي ولد جوزيف مور ديكسون في ولاية كارولينا الشمالية في 31 تموز - يوليو من سنة 1867 وتخرج من كلية جيلفورد في ولاية كارولينا الشمالية في عام 1889 انتقل إلى ميسولا في ولاية مونتانا شغل ديكسون منصب عضو في مجلس النواب الأمريكي عن ولاية مونتانا من 4 أذار - مارس من سنة 1903 إلى 3 أذار -مارس من عام 1907 كما شغل منصب عضو في مجلس الشيوخ الأمريكي ما بين 4 أذار - مارس من عام 1907 إلى 3 أذار -مارس من عام 1913 أصبح جوزيف مور ديكسون حاكما على ولاية مونتانا الأمريكية ما بين 3 كانون الثاني - يناير من عام 1921 إلى 4 كانون الثاني - يناير من عام 1925 توفي ديكسون في 22 أيار - مايو من عام 1934 عن 66 عاما في ميسولا في ولاية مونتانا.